# مرسیان
مرسیان (انگلیسی: Mercian) شرکت صنایع غذایی ژاپنی است، که در سال ۱۹۳۴ تأسیس شد.